# Alex Rodriguez
Pour les articles homonymes, voir Alex Rodriguez (homonymie) et Rodriguez.
Alex Rodriguez, surnommé A-Rod, né le 27 juillet 1975 à Manhattan, (New York) est un joueur de baseball américain  qui évolue dans la Ligue majeure de baseball pour les Mariners de Seattle de 1994 à 2000, les Rangers du Texas de 2001 à 2003, et les Yankees de New York de 2004 à 2013 ainsi qu'en 2015 et 2016. Il est d’origines mexicaine, dominicaine et a grandi à Los Angeles. 
Élu trois fois meilleur joueur de la Ligue américaine, dans l'histoire des Ligues majeures, il est le joueur  qui totalisait le plus haut total de coups de circuit à l'âge de 30 ans. Il fut le plus jeune joueur à avoir atteint le plateau des 500 circuits, puis des 600 circuits en carrière. En 2015, il est le 4e meilleur frappeur de circuits de l'histoire après Barry Bonds, Hank Aaron et Babe Ruth.
Après avoir commencé sa carrière à l'arrêt-court pour les Mariners de Seattle, Rodriguez évolue chez les Rangers du Texas avant de rejoindre les Yankees en 2004 où il est joueur de troisième but. Il compte 14 sélections au match des étoiles, a gagné 10 Bâtons d'argent (dont 7 comme arrêt-court) et deux Gants dorés comme joueur d'arrêt-court. Champion frappeur en 1996 et cinq fois champion des coups de circuit dans la Ligue américaine, il gagne la Série mondiale 2009 avec New York.
Durant la saison 2010, il établit un nouveau record pour le nombre de saisons consécutives (14) avec 100 points produits ou plus. Le 19 juin 2015, il devient le 29e joueur de l'histoire à réussir 3 000 coups sûrs en carrière dans les majeures. 
En 2009, Rodriguez a admis avoir consommé des stéroïdes durant sa carrière. Le 5 août 2013, son implication dans l'affaire Biogenesis lui vaut une suspension pour le reste de la saison 2013 et toute la saison 2014, soit un total de 211 parties. Il conteste cette suspension pour dopage. Le 11 janvier 2014, sa suspension est ramenée à un minimum de 162 matchs, soit l'entière saison 2014 et les séries éliminatoires qui suivent.

## Débuts avec Seattle
Né à New York dans le secteur Washington Heights, Rodriguez commence sa carrière en 1994 avec les Mariners de Seattle mais ne joue que 17 parties à cause de la grève des joueurs. À l'âge de 18 ans, 11 mois et 11 jours, il est le joueur le plus jeune de la ligue depuis 1984. En 48 parties en 1995, il frappe pour ,232 de moyenne au bâton.
Sa première saison complète est 1996 mais, ayant obtenu un trop grand nombre de passages au bâton dans les deux années précédentes, il n'est plus considéré comme une recrue à ce moment, ce qui le rend inéligible pour le prix de la recrue de l'année. Rodriguez remporte le championnat des frappeurs de la Ligue américaine en 1996 avec la meilleure moyenne au bâton de l'année dans le baseball majeur : ,353. Il réussit 215 coups sûrs, 36 circuits et 135 points produits. Il mène les majeures avec 54 doubles tandis que ses 141 points marqués et son total de buts de 379 le placent au premier rang de la Ligue américaine.
En 1996, Rodriguez, qui a eu 21 ans au cours de l'été, fini deuxième au vote désignant le joueur par excellence de la saison, tout juste derrière le gagnant Juan González, qui est élu avec 290 voix contre 287.
En 1998, Rodriguez frappe pour la première fois 40 coups de circuit. Il en réussit exactement 42 et il compte aussi 46 buts volés, ce qui fait de lui le 3e joueur de l'histoire à entrer dans le « Club 40-40 ». Son total de coups de circuit est le meilleur total lors d'une saison 40-40 jusqu'en 2006 quand Alfonso Soriano le dépasse. Ses 42 circuits fut aussi le meilleur total par un arrêt-court dans la Ligue américaine.
En 2000, Rodriguez est devenu le premier arrêt-court à marquer 100 points, produire 100 points et recevoir 100 buts-sur-balles lors de la même saison. Après le départ de Randy Johnson et Ken Griffey Jr., Rodriguez est l'une des trois vedettes à quitter les Mariners après la saison 2000. En 2001 sans ces trois joueurs, mais rejoint par leur nouvelle vedette Ichiro Suzuki, les Mariners deviennent néanmoins la meilleure équipe de l'histoire de la Ligue américaine avec 116 victoires en 162 parties.

## Carrière au Texas
En 2001, Rodriguez signe le contrat le plus lucratif de l'histoire du sport professionnel : 252 millions de dollars pour 10 saisons entre 2001 et 2011. Il joue 485 matchs entre 2001 et 2003 et accumule 156 circuits en 3 saisons. En 2001, il bat le record du plus grand nombre de circuits par un arrêt-court (52). Le record pour un droitier dans la Ligue américaine est 58 circuits établi par Jimmie Foxx en 1932 et égalé par Hank Greenberg en 1938. Ses 57 circuits sont le meilleur total dans la Ligue américaine depuis celui de Roger Maris en 1961. Il est également devenu le premier joueur avec 50 circuits et 200 coups sûrs depuis Foxx en 1932.
En 2003, il frappe 47 circuits, avec 124 points et 118 points produits. Il gagne son deuxième gant doré en tant qu'arrêt-court, et est élu Meilleur joueur des ligues majeures à la fin de la saison, après avoir fini deuxième derrière Miguel Tejada en 2002.

## Transfert à New York
Malgré les performances de Rodriguez, les Rangers finissent dernier de leur division en 2001 et en 2002. Rodriguez est transféré aux Yankees de New York le 15 février 2004, en échange d'Alfonso Soriano et Joaquin Arias. Il est repositionné en tant que joueur de troisième but, le poste d'arrêt-court étant déjà occupé depuis plusieurs années par Derek Jeter. En 2004, il frappe 36 circuits et produit 106 points. En 2005, il frappe 48 circuits, produit 130 points et marque 124 points. En fin de la saison, il est élu Meilleur joueur des ligues majeures pour la seconde fois. Il est l'un des 28 joueurs ayant gagné plus d'une fois ce trophée. En 2006, il frappe son 2000e coup sûr qui fut également son 450e coup de circuit. Il est devenu le joueur le plus jeune ayant frappé 450 circuits, dépassant Ken Griffey Jr. de 267 jours.

### Saison 2007

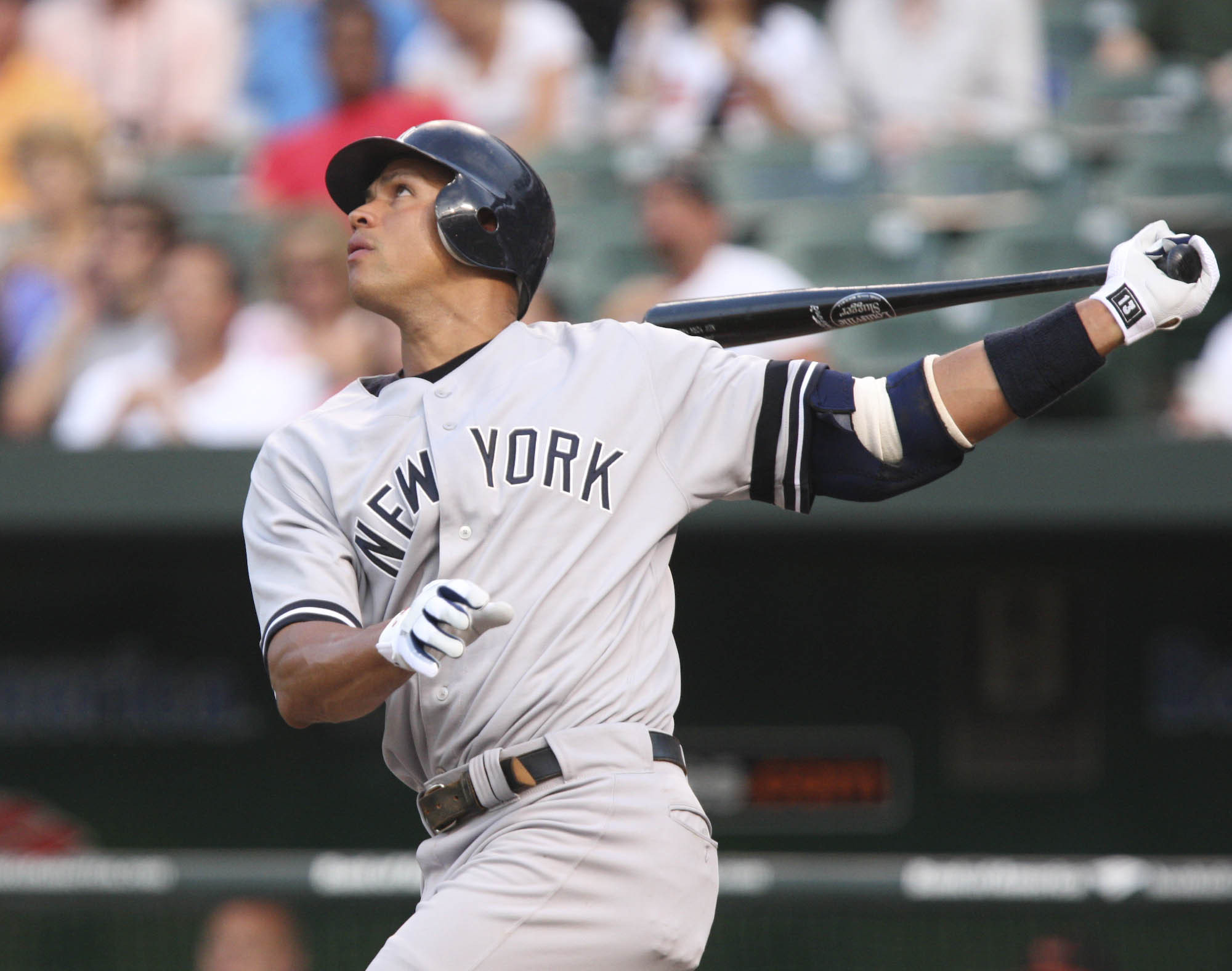
Alex Rodriguez en 2007 avec les Yankees.

En avril 2007, Rodriguez commence la saison avec 14 circuits en 20 parties, le meilleur total de circuits après 20 parties de l'histoire de la LMB. Il finit le mois avec 14 circuits et égale le record d'Albert Pujols pour le mois d'avril. Il rate le record du plus grand nombre de points produits au mois d'avril d'un point (35 par Juan González). À la fin du mois, il avait une moyenne au bâton de 0,355 avec 34 points produits et 33 points en 25 parties. Il est nommé Joueur du mois de la Ligue américaine. Il ne frappe que 5 circuits avec une moyenne de 0,235 au mois de mai, mais se réchauffe avec 9 circuits et 34 points produits en juin. Il mène la Ligue américaine lors du vote pour le Match des étoiles de la Ligue majeure de baseball 2007 et participe à son 10e match des étoiles en 12 saisons. Le 4 août 2007, il devient le plus jeune joueur à frapper 500 coups de circuit en Ligue majeure (32 ans et 8 jours), dépassant le record détenu par Jimmie Foxx. Il termine la saison en tête de plusieurs statistiques avec 54 circuits, 156 points produits, 143 points et une moyenne de puissance de 0,645.
Le 28 octobre, Scott Boras, son agent, annonce que Rodriguez choisit de se désengager de son contrat alors qu'il lui reste trois années à honorer avec les Yankees et 92 millions de dollars de salaire à percevoir. Après avoir refusé une extension de contrat de la part des Yankees, Alex Rodriguez se positionne sur le marché des agents libres pour négocier un nouveau contrat plus lucratif.
Le 19 novembre, il décroche son troisième titre de Meilleur joueur de la Ligue américaine, sans pour autant être élu à l'unanimité, les deux journalistes de Detroit ayant voté pour Magglio Ordonez.

### Saison 2010
Le 4 août 2010 au Yankee Stadium, Alex Rodriguez devient le plus jeune joueur de l'histoire de la MLB à frapper 600 circuits. Treize jours après avoir claqué sa 599e longue balle, A-Rod devient enfin le 7e joueur à atteindre la marque des 600 en envoyant dans les gradins du champ centre une offrande du lanceur Shaun Marcum des Blue Jays de Toronto. L'exploit est réussi huit jours après le 35e anniversaire de naissance de Rodriguez.
Le 6 septembre 2010, Rodriguez établit un nouveau record des majeures pour le plus grand nombre de saisons consécutives de 100 points produits ou plus. Il produit son 100e point de l'année dans une défaite des Yankees devant Baltimore. En atteignant ce plateau pour une 14e saison de suite, il éclipse le record qu'il partageait déjà avec Babe Ruth, Lou Gehrig et Jimmie Foxx.
En septembre, il est élu meilleur joueur du mois dans la Ligue américaine, un honneur qui lui est décerné pour la 10e fois de sa carrière, et une première depuis juin 2007.

### Saison 2011

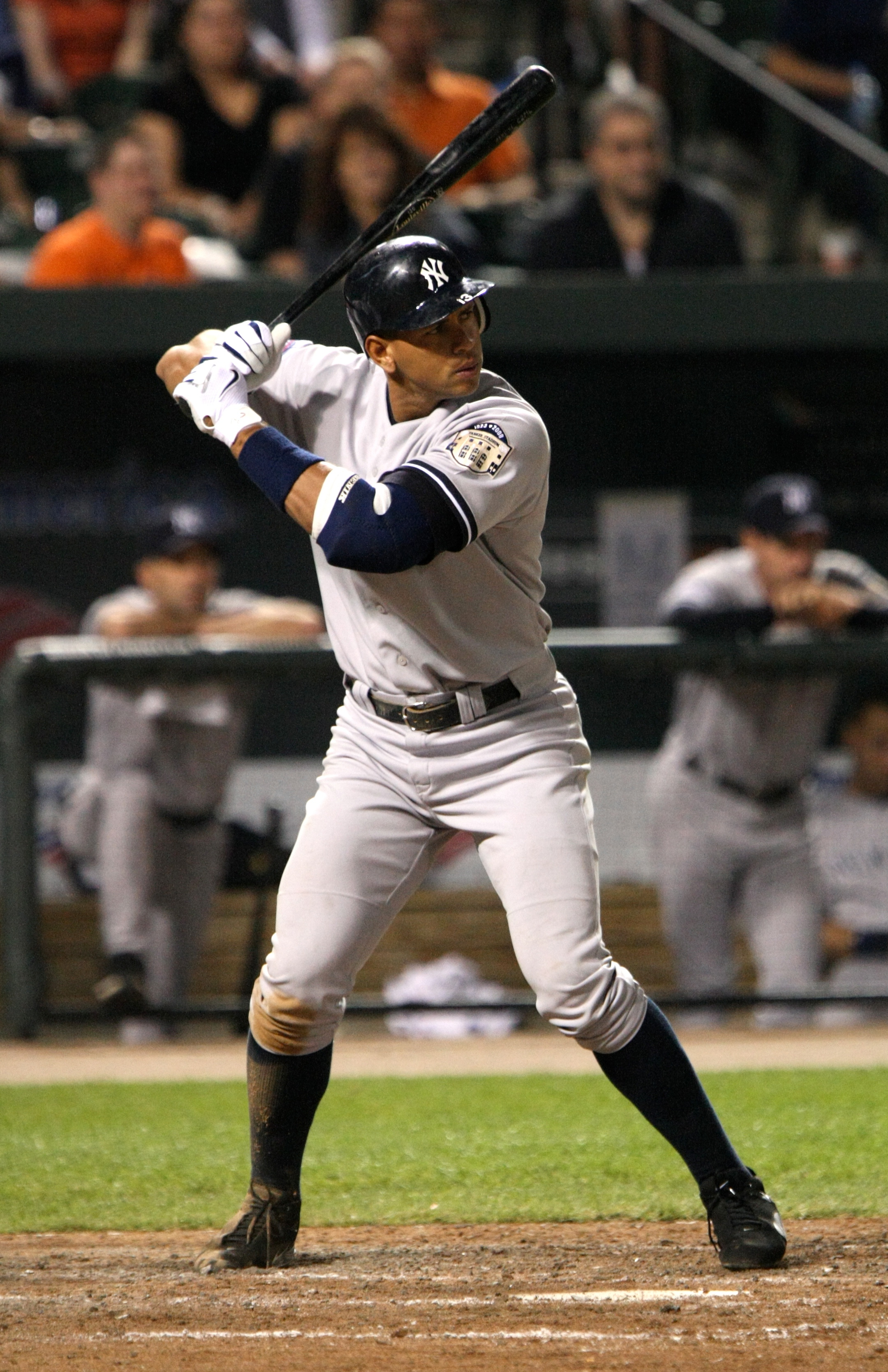
Alex Rodriguez en 2008.

Rodriguez est élu par les fans comme joueur de troisième but partant de l'équipe de la Ligue américaine au match des étoiles 2011 tenu le 13 juillet à Phoenix. Cependant, il est blessé et doit déclarer forfait. Kevin Youkilis des Red Sox remplace A-Rod dans l'effectif et Adrián Beltré des Rangers est le troisième but partant de l'Américaine.
Souvent blessé, Rodriguez ne joue que 99 parties en 2011. Il frappe 16 circuits, produit 62 points et frappe dans une moyenne de ,276. Il ne frappe que deux coups sûrs en 18 présences au bâton pour une moyenne d'à peine ,111 dans la Série de divisions où les Yankees sont éliminés par les Tigers de Détroit.

### Saison 2012
Le 20 avril à Boston, Rodriguez frappe son 631e coup de circuit en carrière pour dépasser Ken Griffey au 5e rang de l'histoire des majeures.
Le 12 juin, il frappe son 23e grand chelem en carrière contre Jonny Venters des Braves d'Atlanta pour égaler le record de tous les temps de Lou Gehrig.
Le 20 juin, Rodriguez récolte son 1925e point produit en carrière, devançant Jimmie Foxx au 6e rang de la liste de tous les temps.
Le 24 juillet à Seattle, Rodriguez est atteint par un lancer de Félix Hernandez des Mariners. Il se casse la main gauche et son absence du jeu doit durer de 6 à 8 semaines.
Revenu au jeu en septembre, A-Rod termine la saison avec 18 circuits, 57 points produits et une moyenne au bâton de, 272 en 122 matchs joués. Il connaît de mauvaises séries éliminatoires et est d'abord limité à deux coups sûrs en quatre matchs de Série de division face aux Orioles de Baltimore. Le gérant des Yankees, Joe Girardi, le retire en neuvième manche du troisième match, le 10 octobre, et envoie plutôt Raúl Ibáñez comme frappeur suppléant à la place d'A-Rod avec New York qui tire de l'arrière 2-1. Ibáñez frappe un circuit pour égaler la marque et fait gagner son club en manches supplémentaires. Dans le cinquième match décisif face aux Orioles le 12 octobre, Rodriguez est laissé sur le banc et c'est Eric Chavez qui joue le match au troisième but. À l'instar de ses coéquipiers, Rodriguez n'a aucun succès à l'attaque à la ronde éliminatoire suivante et ne frappe qu'un coup sûr en neuf pour une moyenne de ,111 en trois matchs de Série de championnat, perdue sur quatre défaites consécutives face aux Tigers de Détroit. A-Rod termine les éliminatoires de 2012 avec 3 coups sûrs en 25 et une moyenne au bâton de ,120.

### Saison 2013

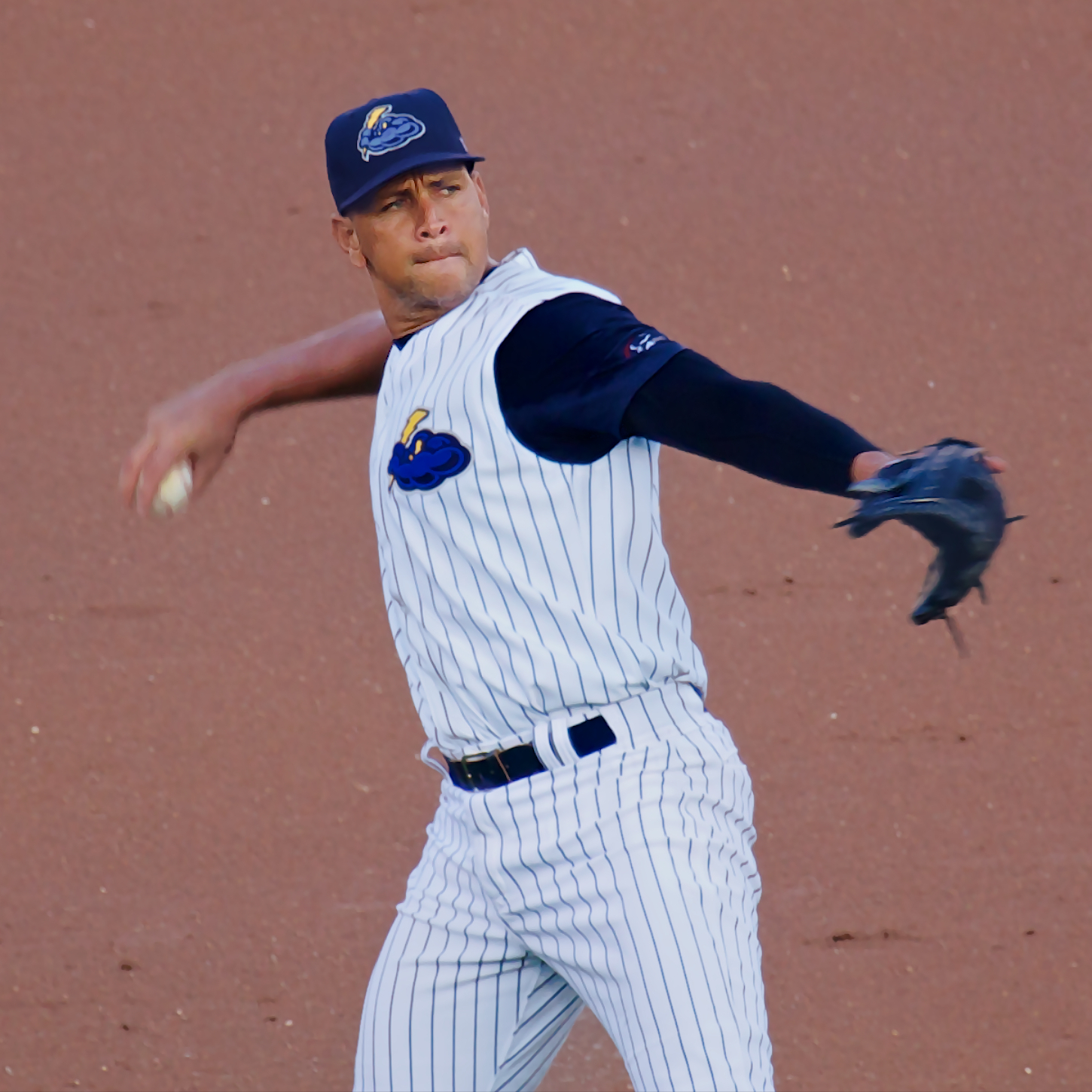
Alex Rodriguez le 2 août 2013 jouant pour le Thunder de Trenton, un club-école des Yankees.

En décembre 2012, Rodriguez doit subir une opération à la hanche qui devrait, selon les médecins, le tenir à l'écart du jeu jusqu'en mai ou juin 2013.
En juin, Alex Rodriguez annonce sur son compte Twitter qu'il a reçu le feu vert des médecins pour jouer des matchs de ligues mineures pour préparer son retour avec les Yankees. Le club n'a fait aucune annonce en ce sens et le directeur-gérant des Yankees, Brian Cashman, est furieux. De New York, il passe son message à Rodriguez via les médias : « Alex devrait se la fermer » (« Alex should just shut the fuck up »).
A-Rod reprend l'entraînement durant l'été au complexe sportif des Yankeees en Floride. Cependant, de nouvelles controverses font surface. Un test de résonance magnétique effectué par un médecin du club révèle la présence d'une blessure mineure au quadriceps gauche. Rodriguez, disant se sentir bien, se rend en juillet au New Jersey pour passer un autre test de résonance magnétique auprès d'un médecin de sa connaissance qui n'a pas d'affiliation avec les Yankees. Le médecin en question dit que le test ne révèle pas de blessure et Rodriguez tient les mêmes propos sur les ondes de la radio WFAN de New York. Les Yankees se montrent fort mécontents que Rodriguez ait contesté le diagnostic auprès d'un autre docteur.
Le 2 août, A-Rod joue son premier match avec le club-école de niveau Double-A des Yankees, le Thunder de Trenton, en vue d'un retour avec le grand club.
En parallèle à ses ennuis médicaux, sa remise en forme et ses disputes avec les Yankees, Rodriguez est menacé d'être banni à vie par le baseball majeur pour dopage et pour être mêlé à l'affaire Biogenesis, du nom d'une clinique dite anti-vieillissement de Floride qui a fourni des produits interdits à des joueurs de baseball. La décision de la Ligue majeure tombe le 5 août : A-Rod est suspendu sans salaire pour 211 matchs, soit le reste de la saison 2013 et toute la saison 2014. Rodriguez fait appel de la suspension annoncée en après-midi et joue son premier match de la saison avec New York le soir même à Chicago contre les White Sox, où il est copieusement hué.
Le 20 septembre, Rodriguez frappe contre George Kontos des Giants de San Francisco le 24e grand chelem de sa carrière, battant le record du baseball majeur qu'il partageait avec Lou Gehrig.

### Saison 2015
Après avoir purgé en 2014 une suspension d'une saison pour dopage, Alex Rodriguez revient au jeu en 2015.
Le 1er mai 2015 à Fenway Park, il frappe contre Junichi Tazawa des Red Sox de Boston le 660e circuit de sa carrière pour rejoindre Willie Mays au 4e rang de l'histoire. Il dépasse Mays au 4e rang avec sa 661e réussite en carrière le 7 mai 2015 contre le lanceur Chris Tillman des Orioles de Baltimore.
Le 19 juin 2015, il frappe contre Justin Verlander des Tigers de Détroit le 3 000e coup sûr de sa carrière, devenant à l'âge de 40 ans le 29e joueur de l'histoire à atteindre ce total dans les majeures.

## Controverses

### Usage de stéroïdes
De premières rumeurs concernant l'usage de stéroïdes par Alex Rodriguez circulent lorsque l'ancien joueur et utilisateur avoué de stéroïdes Jose Canseco publie son livre controversé, Juiced. A-Rod nie s'être jamais dopé, notamment lors d'une interview télévisée avec Katie Couric en 2007. Cependant, en février 2009, le magazine Sports Illustrated affirme que Rodriguez a échoué en 2003 à un test antidopage, à l'instar de 103 autres joueurs des majeures parmi quelque 1200 à avoir été testés. Quelques heures après la publication de l'article, Alex Rodriguez avoue dans une interview en Floride, où se tient le camp d'entraînement des Yankees, avoir fait usage de stéroïdes entre 2001 et 2003, cette dernière année étant la première où il reçut le prix du meilleur joueur de la saison.
La drogue était fournie à Rodriguez par son cousin, Yuri Sucart, qui l'achetait dans la rue en République dominicaine et procédait lui-même aux injections reçues par l'athlète deux fois par mois. Sucart a depuis été banni de l'entourage des Yankees et du Yankee Stadium.
Celui que l'on surnomme A-Rod reçoit deux nouveaux sobriquets, utilisé par les fans de baseball aussi bien que par la presse : A-Roid (un jeu de mots avec stéroïde) et A-Fraud (fraud signifiant « fraude » ou « imposteur » en anglais). Dans les jours qui suivent ses aveux publics, lors d'un match pré-saison des Yankees au site d'entraînement de Dunedin en Floride, Rodriguez est hué par la foule . Il est aussi chahuté par les spectateurs lors des matchs sur la route, notamment au Fenway Park de Boston, antre des grands rivaux des Yankees, où les partisans des Red Sox chantent « You use steroids » (« Tu utilises des stéroïdes ») à chacune de ses apparitions. En février 2011, il est hué au Cowboys Stadium de Dallas au Texas où il assiste au Super Bowl XLV avec sa compagne Cameron Diaz.
Rodriguez s'est rendu à plusieurs reprises dans des écoles pour y rencontrer des enfants et leur parler des dangers de la consommation de stéroïdes. À la demande du joueur, ces rencontres n'étaient pas ouvertes aux représentants des médias.

### Suspension pour dopage en 2013
Soupçonné depuis plusieurs mois d'être impliqué dans le scandale Biogenesis, Alex Rodriguez est suspendu pour dopage par le baseball majeur le 5 août 2013. Alors qu'il risque d'être banni à vie, il est suspendu sans salaire pour un total de 211 matchs, soit le reste de la saison 2013 et l'entière saison 2014. Douze autres athlètes des Ligues majeures sont le même jour suspendus, mais pour 50 parties chacun. Rodriguez est le seul joueur à interjeter appel de sa suspension, ce qui signifie qu'il peut jouer pour les Yankees tant qu'un arbitre ne tranche pas la question. Selon le baseball majeur, la suspension imposée à Rodriguez est plus sèvère pour avoir contrevenu aux règles de la convention collective signée par le syndicat des joueurs, pour « son utilisation et sa possession de nombreux types de drogues de performance interdites, dont la testostérone et les hormones de croissance, pendant de nombreuses années », pour avoir tenté de « dissimuler ses fautes » et avoir « entravé et frustré l'enquête du bureau du commissaire ».
Rodriguez revient au jeu pour les Yankees et termine la saison 2013 en jouant 44 matchs. Sa cause devant un arbitre est entendue une fois la saison terminée. Le 20 novembre 2013, au 12e jour de l'audience à New York, Rodriguez quitte subitement la salle. Un porte-parole du joueur publie un communiqué dans la journée, où Rodriguez dénonce ce qu'il considère comme un « processus abusif, conçu pour s'assurer que le joueur échoue ». Il s'en prend à la fois au commissaire du baseball, Bud Selig, qu'il accuse de refuser de venir témoigner, à la ligue pour avoir elle-même choisi l'arbitre Frederic Horowitz et à l'Association des joueurs qui, selon lui, refuse d'obliger Selig à lui faire face à l'audience. « Je suis demeuré assis durant 10 jours de témoignages faits par des criminels et des menteurs, en restant calme chaque minute, essayant de respecter la ligue et la procédure », ajoute Rodriguez dans sa déclaration. Sur les ondes de la radio new-yorkaise WFAN dans les heures qui suivent l'esclandre, Rodriguez dénonce à nouveau les audiences, admet avoir «perdu la tête, frappé sur la table et botté une valise» avant de quitter la salle, et clame n'avoir jamais utilisé les produits dopants que la ligue lui reproche d'avoir consommé. L'arbitre Horowitz fait connaître sa décision le 11 janvier 2014 : Alex Rodriguez est suspendu pour toute la saison 2014, soit le minimum de 162 matchs prévus à la saison des Yankees, ainsi que les séries éliminatoires qui suivent si le club s'y qualifie. Le retour d'A-Rod est donc prévu pour le printemps 2015.

### Jeu illégal
En août 2011, la MLB rencontre Rodriguez après que le tabloïd américain Star a publié des allégations à l'effet que la vedette des Yankees aurait participé à au moins deux parties illégales de poker, dont l'une à Beverly Hills où de la cocaïne était, selon les sources du magazine, consommée et où une bagarre aurait presque éclaté après qu'un joueur a perdu plus d'un demi-million de dollars au jeu. Parmi les joueurs de poker qui auraient participé à ces parties illégales, Star Magazine cite les acteurs Matt Damon, Leonardo DiCaprio, Tobey Maguire et Ben Affleck. Rodriguez avait été averti en 2005 par les autorités de la ligue et la direction des Yankees qu'il était préférable qu'il se tienne loin de ce genre d'activités, puisque la proximité avec le milieu du gambling illégal peut placer les athlètes professionnels dans des situations compromettantes.

## Vie personnelle
Alex Rodriguez a épousé Cynthia Scurtis, une diplômée en psychologie, le 2 novembre 2002. Ils ont deux filles, Natascha Alexander, née le 18 novembre 2004 et Ella Alexander, née le 14 avril 2008. Le couple Rodriguez s'est séparé en 2008 et une demande de divorce a été déposée par Cynthia Scurtis le 2 juillet de la même année, citant notamment l'infidélité présumée de son conjoint. Quelques mois auparavant, le magazine US Weekly avait soutenu que le joueur de baseball entretenait une relation amoureuse avec la chanteuse Madonna, allégation que les deux réfutèrent. Madonna et son époux Guy Ritchie divorcèrent peu après. En 2009, Rodriguez fréquenta l'actrice Kate Hudson.
Rodriguez fréquente l'actrice Cameron Diaz avec qui il est souvent vu en public de l'été 2010 à l'automne 2011. La séparation du couple se fait à l'amiable. Il fréquente Torrie Wilson de la fin 2011 au début 2015.
Il était fiancé avec la chanteuse et actrice Jennifer Lopez depuis 2016, qui a mis fin à leur relation en mars 2021.
Alex Rodriguez a appuyé Mitt Romney lors de l'élection présidentielle américaine de 2012 aux États-Unis et Hillary Clinton lors de l'élection de 2016.

## Palmarès
- Champion de la moyenne au bâton en 1996.
- Meilleur joueur de la Ligue américaine : 2003, 2005, 2007.
- Trophée Silver Slugger pour un arrêt-court : 1996, 1998, 1999, 2000, 2001, 2002, 2003.
- Trophée Silver Slugger pour joueur de troisième but : 2005, 2007, 2008.
- Vainqueur du gant doré pour un arrêt-court : 2002, 2003.
- Vainqueur du Prix Hank Aaron: 2001, 2002, 2003, 2007.

### Classements en carrière
Statistiques au 1er juillet 2012.
- Classé 14e pour le pourcentage de puissance (0,563)
- Classé 5e pour les circuits (642)
- Classé 7e pour les points produits (1928)
- Classé 11e pour les points marqués (1867)

## Statistiques
| Saison | Équipe     | G    | AB   | R    | H    | 2B  | 3B | HR  | RBI  | SB  | BA    |
| ------ | ---------- | ---- | ---- | ---- | ---- | --- | -- | --- | ---- | --- | ----- |
| 1994   | Seattle    | 17   | 54   | 4    | 11   | 0   | 0  | 0   | 2    | 3   | 0,204 |
| 1995   | Seattle    | 48   | 142  | 15   | 33   | 6   | 2  | 5   | 19   | 4   | 0,232 |
| 1996   | Seattle    | 146  | 601  | 141  | 215  | 54  | 1  | 36  | 123  | 15  | 0,358 |
| 1997   | Seattle    | 141  | 587  | 100  | 176  | 40  | 3  | 23  | 84   | 29  | 0,300 |
| 1998   | Seattle    | 161  | 686  | 123  | 213  | 35  | 5  | 42  | 124  | 46  | 0,310 |
| 1999   | Seattle    | 129  | 502  | 110  | 143  | 25  | 0  | 42  | 111  | 21  | 0,285 |
| 2000   | Seattle    | 148  | 554  | 134  | 175  | 34  | 2  | 41  | 132  | 15  | 0,316 |
| 2001   | Texas      | 162  | 632  | 133  | 201  | 34  | 1  | 52  | 135  | 18  | 0,318 |
| 2002   | Texas      | 162  | 624  | 125  | 187  | 27  | 2  | 57  | 142  | 9   | 0,300 |
| 2003   | Texas      | 161  | 607  | 124  | 181  | 30  | 6  | 47  | 118  | 17  | 0,298 |
| 2004   | NY Yankees | 155  | 601  | 112  | 172  | 24  | 2  | 36  | 106  | 28  | 0,286 |
| 2005   | NY Yankees | 162  | 605  | 124  | 194  | 29  | 1  | 48  | 130  | 21  | 0,321 |
| 2006   | NY Yankees | 154  | 572  | 113  | 166  | 26  | 1  | 35  | 121  | 15  | 0,290 |
| 2007   | NY Yankees | 158  | 583  | 143  | 183  | 31  | 0  | 54  | 156  | 24  | 0,314 |
| 2008   | NY Yankees | 138  | 510  | 104  | 154  | 33  | 0  | 35  | 103  | 18  | 0,302 |
| 2009   | NY Yankees | 124  | 444  | 78   | 127  | 17  | 1  | 30  | 100  | 14  | 0,286 |
| 2010   | NY Yankees | 137  | 522  | 74   | 141  | 29  | 2  | 30  | 125  | 4   | 0,270 |
| 2011   | NY Yankees | 99   | 373  | 67   | 103  | 21  | 0  | 16  | 62   | 4   | 0,276 |
| 2012   | NY Yankees | 122  | 463  | 74   | 126  | 17  | 1  | 18  | 57   | 13  | 0,272 |
| 2013   | NY Yankees | 44   | 156  | 21   | 38   | 7   | 0  | 7   | 19   | 4   | 0,244 |
| Totaux | Totaux     | 2568 | 9818 | 1919 | 2939 | 519 | 30 | 654 | 1969 | 322 | 0,299 |

| Saison | Équipe     | G  | AB  | R  | H  | 2B | 3B | HR | RBI | SB | BA    |
| ------ | ---------- | -- | --- | -- | -- | -- | -- | -- | --- | -- | ----- |
| 1995   | Seattle    | 2  | 2   | 1  | 0  | 0  | 0  | 0  | 0   | 0  | 0,000 |
| 1997   | Seattle    | 4  | 16  | 1  | 5  | 1  | 0  | 1  | 1   | 0  | 0,313 |
| 2000   | Seattle    | 9  | 35  | 4  | 13 | 2  | 0  | 2  | 7   | 1  | 0,371 |
| 2004   | NY Yankees | 11 | 50  | 11 | 16 | 5  | 0  | 3  | 5   | 2  | 0,320 |
| 2005   | NY Yankees | 5  | 15  | 2  | 2  | 1  | 0  | 0  | 0   | 1  | 0,133 |
| 2006   | NY Yankees | 4  | 14  | 0  | 1  | 0  | 0  | 0  | 0   | 0  | 0,071 |
| 2007   | NY Yankees | 4  | 15  | 2  | 4  | 0  | 0  | 1  | 1   | 0  | 0,267 |
| 2009   | NY Yankees | 15 | 52  | 15 | 19 | 5  | 0  | 6  | 18  | 2  | 0,365 |
| 2010   | NY Yankees | 9  | 32  | 5  | 7  | 2  | 0  | 0  | 3   | 2  | 0,219 |
| 2011   | NY Yankees | 5  | 18  | 1  | 2  | 0  | 0  | 0  | 3   | 0  | 0,111 |
| 2012   | NY Yankees | 7  | 25  | 1  | 3  | 0  | 0  | 0  | 0   | 0  | 0,120 |
| Totaux | Totaux     | 75 | 274 | 43 | 72 | 16 | 0  | 13 | 41  | 8  | 0,263 |

Note : G = Matches joués ; AB = Passages au bâton; R = Points ; H = Coups sûrs ; 2B = Doubles ; 3B = Triples ; 
HR = Coup de circuit ; RBI = Points produits ; SB = Buts volés ; BA = Moyenne au bâton.